# Ben Hur (2003)
Ben Hur is een Amerikaanse direct-naar-video animatiefilm uit 2003. Het is de vierde verfilming van Lew Wallace’ roman Ben-Hur: A Tale of the Christ. De film is geregisseerd door Bill Kowalchuk.

## Verhaal
Judah Ben-Hur, een jonge Hebreeuwse prins, wordt door een Romeinse vriend verraden en tot slaaf gemaakt. Hij probeert wanhopig zijn vrijheid te herwinnen om zo zijn huis en familie ook terug te krijgen. Hij heeft een oogje op een jong slavenmeisje, maar zijn relatie met haar wordt verstoord door zijn conflict met zijn vroegere vriend. Een paar maal doorkruist zijn pad dat van Jezus Christus.

## Rolverdeling
| Acteur              | Personage       |
| ------------------- | --------------- |
| Charlton Heston     | Ben Hur         |
| Duncan Fraser       | Messala         |
| Scott McNeil        | Jezus           |
| Gerard Plunkett     | Pontius Pilatus |
| Tabitha St. Germain | Miriam          |
| Kathleen Barr       | Esther          |
| Willow Johnson      | Tizrah          |
| Long John Baldry    | Balthazar       |
| French Tickner      | Caspar          |

## Achtergrond
De film werd gemaakt door Charlton Hestons productiebedrijf Agamemnon Films, in samenwerking met GoodTimes Entertainment. Heston had zelf het personage Ben-Hur gespeeld in de verfilming uit 1959. Dit was Hestons laatste film.